# Reliant Rebel
La Reliant Rebel è un'autovettura prodotta dalla casa automobilistica britannica Reliant dal 1964 al 1974.

## Contesto e descrizione

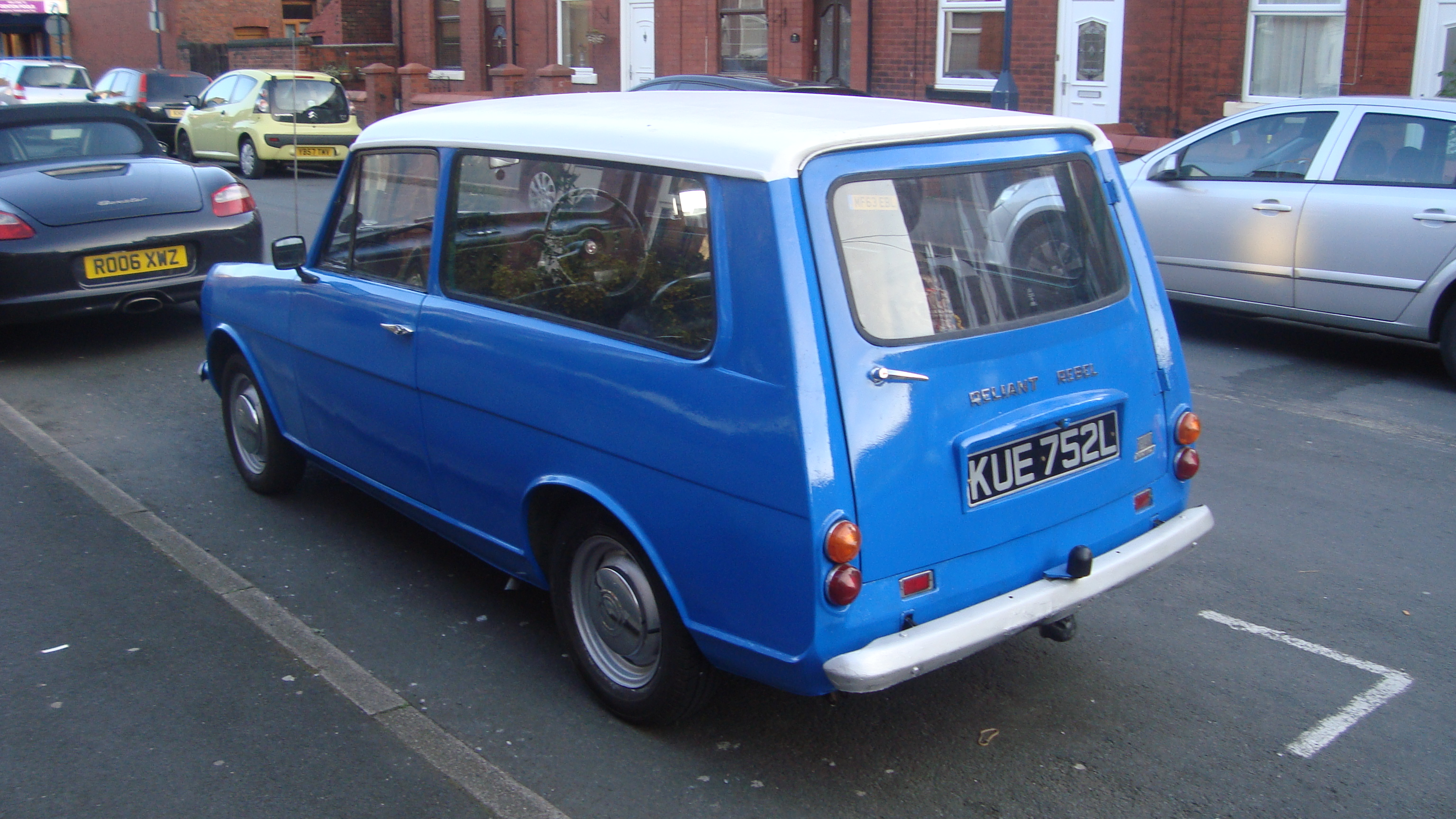
Reliant Rebel station wagon

Venne ideata e commercializzato con un corpo vettura in plastica rinforzata con fibra di vetro. Molti modelli e versioni furono prodotte negli anni, con tre motorizzazioni da 598, 700 e 748 cm³ con varianti di carrozzeria quali berlina, station wagon e furgone. La vettura andava a porsi nel segmento di mercato che all'epoca era occupato dalla Austin Mini e della Hillman Imp.
La vettura riprendeva il telaio, lo schema tecnico a motore anteriore longitudinale con trazione posteriore e lo schema del retrotreno dalla Regal.
L'auto esordì con un motore in alluminio a quattro cilindri in linea dalla cilindrata di 598 cm³ e una potenza di 27 CV (20 kW). Al Salone di Londra dell'ottobre 1967, la cilindrata salì a 700 cm³ e la potenza a 32 CV (24 kW) e al Salone dell'automobile del 1972 venne introdotto il motore da 748 cm³, con una potenza di soli 35 CV (26 kW) e un consumo di benzina di 6,64 l/100 km. 
La vettura aveva un sistema sterzante composto da una scatola dello sterzo della Standard Ten, con gli snodi dello sterzo e giunti sferici derivati dalle Triumph GT6/Vitesse.
L'auto inizialmente venne introdotta con una trasmissione a quattro velocità parzialmente sincronizzata, le cui tre marce superiori erano sincronizzate. Dal 1972 anche la prima marcia divenne sincronizzata.
La produzione terminò nel 1974, dopo soli 2600 esemplari costruiti.